# Burgstelle Bocksberg

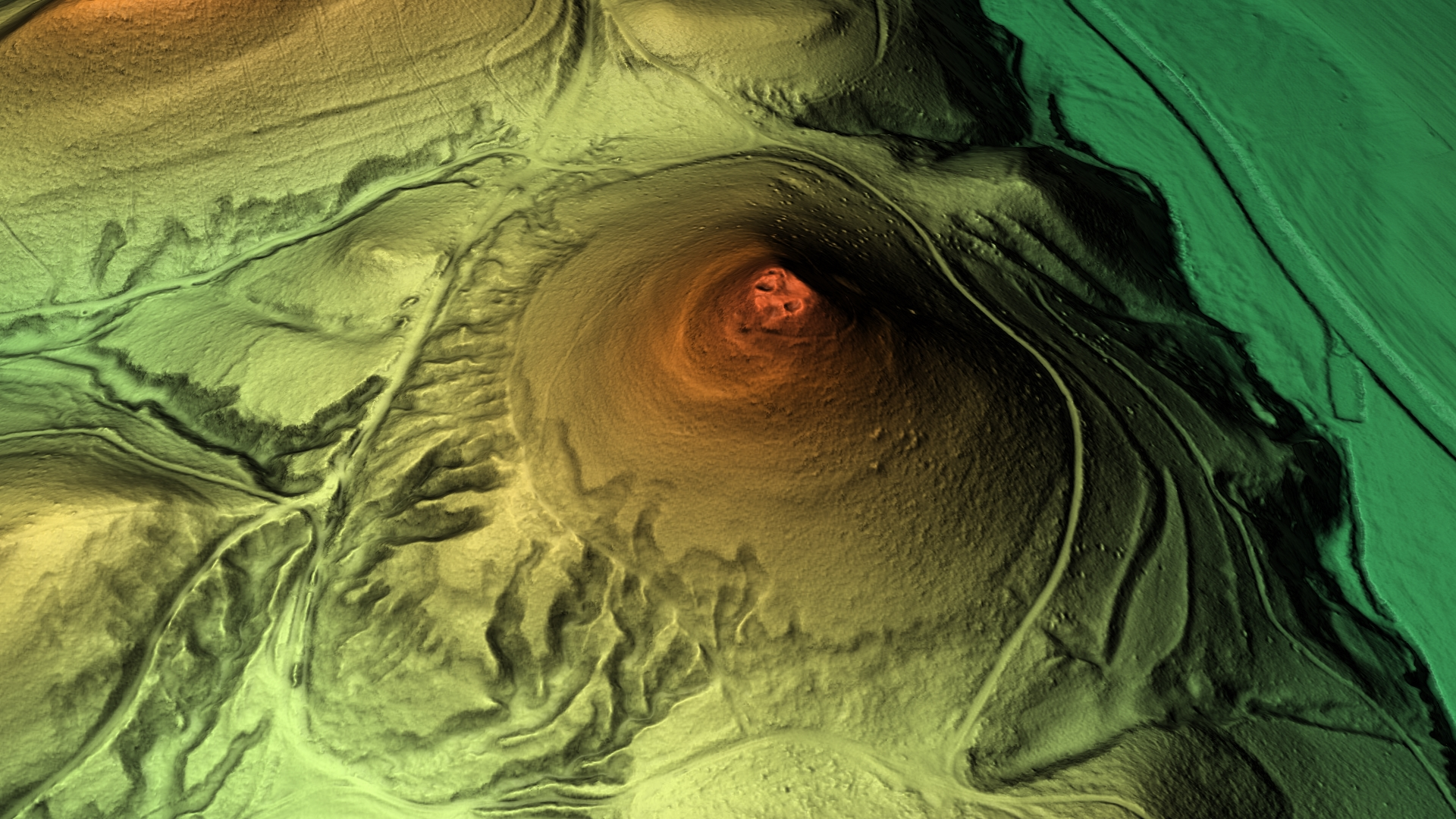
3D-Ansicht des digitalen Geländemodells

Die Burgstelle Bocksberg ist eine abgegangene mittelalterliche Gipfelburg auf dem Gipfel des kegelförmigen Berges Bocksberg (422,5 m ü. NN) in der Rhön bei Geisa und Schleid.

## Geschichte
Die Burg wird als Sitz der Herren von Schleid angenommen, die im Hoch- und Spätmittelalter eine bedeutende Rolle im oberen Ulstertal besaßen. In Schleid befand sich zu dieser Zeit die Urpfarrei des Ulstertales. Die Adelsgeschlechter des Rockenstuhler Amtes zählten zum Buchischen Adel, sie waren Vasallen des Klosters Fulda und dienten den jeweiligen Äbten als Krieger, Verwalter und Gerichtsherren.
In den 1960er Jahren wurde von Bodendenkmalpflegern aus dem Kreis Bad Salzungen eine kleine Ausgrabung vorgenommen. Es konnten Keramik, Ziegel- und Mörtelreste geborgen werden.

## Beschreibung
Von der Burganlage blieben keine erkennbaren Reste erhalten. Auf dem Gipfel mit planierter Fläche befindet sich heute ein Kruzifix als Gipfelkreuz. Der Zugangsweg zum Gipfel dürfte mit dem ursprünglichen Burgweg übereinstimmen, er windet sich im Uhrzeigersinn um den Berg.
Der steil aus dem Talgrund aufsteigende Bergkegel befindet sich etwa in der Mitte zwischen dem 1,5 km südlich gelegenen Berg Rockenstuhl, auf dem sich im Mittelalter die fuldische Amtsburg Rockenstuhl bis in die Zeit des Dreißigjährigen Krieges befand. Der Amtssitz wurde dann in die Stadt Geisa verlegt, die sich kaum zwei Kilometer nördlich des Bocksberges befindet. Der Bocksberg besaß neben der Bedeutung für die Herren von Schleid somit auch eine strategische Bedeutung für die genannten Orte. Zudem führte der Hauptverbindungsweg zwischen Geisa und dem Rockenstuhl am Osthang des Bocksberges entlang.